# North Bend, Nebraska
North Bend är en ort i Dodge County i Nebraska. Vid 2010 års folkräkning hade North Bend 1 177 invånare.